# بوته‌مرغ گینه نو

بوته‌مرغ گینه نو یا مگاپود گینه نو (نام علمی: Megapodius decollatus) گونه‌ای از پرندگان تیرهٔ مرغان پابزرگ (Megapodiidae) است که در گینه نو، بیشتر در نیمه شمالی یافت می‌شود. زیستگاه طبیعی آن جنگل‌های جلگه‌ای نمناک نیمه‌گرمسیری و جنگل‌های کوهستانی نمناک نیمه‌گرمسیری یا گرمسیری است. این گونه در گذشته با نام Megapodius affinis شناخته می‌شد، اما Roselaar، ۱۹۹۴ نشان داد که Megapodius affinis AB Meyer، ۱۸۷۴ به M. reinwardt اشاره دارد.